# Loi de modification du Code de la consommation
Lire en ligne

(ca) LLEI 20/2014, del 29 de desembre, de modificació de la Llei 22/2010, del 20 de juliol, del Codi de consum de Catalunya, per a la millora de la protecció de les persones consumidores en matèria de crèdits i préstecs hipotecaris, vulnerabilitat econòmica i relacions de consum.

La loi de modification du Code de la consommation (en catalan Llei de modificació del Codi de consum) est une loi adoptée par le Parlement de Catalogne, promulguée le 29 décembre 2014. Elle réforme le Code de la consommation de Catalogne (ca) de 2010 pour renforcer la protection des consommateurs en matière de crédit hypothécaire et pour introduire des mesures de lutte contre la précarité énergétique.
La loi est adoptée par le Parlement à l'unanimité le 18 décembre 2014. Elle est contestée par le gouvernement espagnol et partiellement suspendue par le Tribunal constitutionnel en octobre 2015.

## Contexte

### Crise du crédit hypothécaire
Le développement du crédit hypothécaire a accompagné la forte croissance du marché immobilier en Espagne dans les années 2000. L'éclatement de la bulle immobilière espagnole en 2008 débouche sur une grave crise immobilière (es). De nombreuses personnes sont dans l'incapacité de rembourser leur emprunt et les expulsions se multiplient (es). En Catalogne, 25 422 ménages sont expulsés de leur logement en 2012.
Les établissements financiers sont accusés d'être à l'origine de la bulle immobilière, d'avoir pris des risques excessifs en prêtant à des ménages insolvables, et d'avoir poussé des consommateurs mal informés à signer des contrats hypothécaires complexes et risqués dans des conditions peu transparentes. De plus, ces mêmes établissements sont impliqués dans des scandales financiers, comme la fraude aux actions de priorité en Espagne (es).
Les pouvoirs publics sont également critiqués pour n'avoir pas suffisamment régulé le marché du crédit. La loi sur les hypothèques (es) espagnole est jugée injuste par les mouvements de défense des expulsés, notamment la Plateforme des victimes du crédit hypothécaire (PAH), qui estiment qu'elle ne protège pas suffisamment les personnes contre les abus des établissements financiers. La Généralité de Catalogne n'a pas le pouvoir de réglementer les activités bancaires, mais elle est appelée à intervenir par le biais de ses compétences de protection des consommateurs.

### Augmentation de la précarité énergétique
Le problème de la précarité énergétique, c'est-à-dire la difficulté des personnes à couvrir leurs besoins de base en énergie, est une autre conséquence de la crise économique de 2008, et apparaît à cette période dans le débat public. Un nombre croissant de personnes sont dans l'incapacité de payer leurs factures et voient leur fourniture d'électricité, d'eau et de gaz interrompue par les fournisseurs. Cette situation s'explique par l'augmentation simultanée de la pauvreté et des prix à la consommation de l'énergie. Selon Idescat, en Catalogne en 2011, 193 000 ménages sont touchés par la précarité énergétique, soit environ 500 000 personnes.
En décembre 2013, les deux partis de la majorité parlementaire, Convergence et Union (CiU) et Esquerra Republicana de Catalunya (ERC), s'accordent pour instaurer une trêve hivernale, qui interdit aux fournisseurs d'énergie de couper l'électricité et le gaz aux consommateurs en difficulté. Ce dispositif est mis en œuvre par le décret-loi sur la précarité énergétique du 23 décembre 2013 et entre en vigueur le 1er janvier 2014. Il se révèle rapidement insuffisant, car les critères pour en bénéficier sont trop restrictifs, et qu'il ne réduit pas la charge financière pesant sur les consommateurs vulnérables. De surcroît, le Tribunal constitutionnel suspend le décret-loi le 21 octobre 2014, à la demande du gouvernement espagnol, ce qui paralyse son application.

## Adoption

### Protection des consommateurs en matière de crédit hypothécaire
Le projet de loi de modification du Code de la consommation est approuvé par le conseil des ministres le 25 mars 2013. Il a pour but d'augmenter la protection des consommateurs en matière de crédits hypothécaires sur les biens immobiliers, pour éviter que de nouvelles crises du crédit ne se produisent. La Généralité a peu de prérogatives pour réguler les activités bancaires ; elle peut en revanche intervenir pour réglementer l'information des consommateurs sur les produits financiers.
Le projet de loi plafonne les intérêts de retard dans les nouveaux contrats de crédit à 2,5 fois le taux d'intérêt légal, soit 10 %, pour interdire des pratiques jugées abusives. Il réglemente la publicité qui doit présenter une information claire, objective, et non trompeuse sur les crédits hypothécaires. Il renforce les obligations d'information des clients par les banques et les notaires, qui doivent informer clairement les consommateurs de leurs obligations contractuelles et des risques qu'ils encourent en cas d'impayés. Enfin, il promeut la médiation et l'arbitrage pour résoudre les conflits en matière de crédit hypothécaire.
Le projet de loi est débattu par le Parlement en séance plénière le 5 juin 2013, et reçoit le soutien de tous les groupes politiques. Le conseiller aux entreprises et à l'emploi, Felip Puig (ca), le présente comme un texte de portée limitée destiné à tempérer les abus en matière de crédit hypothécaire, sans pouvoir réguler directement le secteur financier, en raison des faibles compétences de la Généralité et de la menace du gouvernement espagnol de porter la  future loi devant le Tribunal constitutionnel. Le Parti populaire catalan (PPC) critique l'analyse du gouvernement, tandis que Ciutadans (C's) reproche aux autres partis politiques d'être responsables de la trop faible régulation du secteur financier. Les partis de gauche, Esquerra Republicana de Catalunya (ERC), le Parti des socialistes de Catalogne (PSC), Iniciativa per Catalunya Verds - Esquerra Unida i Alternativa (ICV-EUiA), et la Candidature d'unité populaire (CUP), approuvent l'initiative, tout en regrettant qu'elle ne soit pas plus ambitieuse.
ERC présente des amendements au projet de loi pour augmenter la protection des consommateurs. Ils visent à rendre obligatoire la médiation en cas de litige, obliger les banques à tenir compte de la situation socio-économique du débiteur et des conséquences d'une expulsion, introduire la dation en paiement en cas de clauses abusives, donner à l'Agència Catalana de Consum le pouvoir de sanctionner les clauses abusives et de prononcer la rupture ou la nullité des contrats, et faire obligation aux établissements financiers de s'assurer que les clients sont suffisamment informés sur les contrats qu'ils souscrivent.

### Lutte contre la précarité énergétique
Le projet de loi de modification du Code de la consommation présenté par le gouvernement en mars 2013 ne comportait pas de dispositions relatives à la précarité énergétique. En mars 2014, le Parlement de Catalogne organise un débat monographique sur la pauvreté, dont la précarité énergétique est l'un des aspects. Les partis de la majorité adoptent une résolution, dans laquelle ils s'engagent à étendre la garantie prévue par le décret-loi sur la précarité énergétique de 2013 à l'ensemble de l'année, à simplifier les procédures et à élargir le nombre de bénéficiaires. Le Parti des socialistes de Catalogne (PSC) et Iniciativa per Catalunya Verds - Esquerra Unida i Alternativa (ICV-EUiA) votent contre la résolution, qu'ils estiment insuffisante.
En octobre, ERC critique le gouvernement pour sa lenteur à intervenir et dépose au Parlement une proposition de loi sur la précarité énergétique pour mettre en œuvre les réformes prévues lors du débat monographique.
Le conseiller aux entreprises et à l'emploi, Felip Puig (ca), annonce que les mesures promises seront incluses dans le projet de loi de modification du code de la consommation, qui doit être voté avant la fin de l'année, et que le gouvernement travaille à la création d'un fonds de solidarité pour prendre en charge les factures des consommateurs les plus pauvres.
La réforme est finalement introduite dans le projet de loi du gouvernement par un amendement d'ERC. Le nouveau dispositif prévoit la garantie du maintien de la fourniture d'énergie aux personnes en difficulté pendant toute l'année. Il étend les conditions de ressources pour en bénéficier à 1,5 fois l'indicateur de revenu suffisant. Enfin, il ouvre la possibilité de prise en charge des impayés par le fonds de solidarité annoncé par le gouvernement.

### Vote de la loi

Vote de la loi de modification du Code de la consommation, 18 décembre 2014.
Pour : 127
Contre : 0
Abstention : 0

La loi est adoptée à l'unanimité par le Parlement le 18 décembre 2014, par 127 voix « pour ». Le Parti populaire catalan (PPC) et Ciutadans (C's) s'abstiennent sur les articles concernant la précarité énergétique, et le PPC vote contre les articles relatifs aux clauses abusives et à la médiation.

## Contenu
La loi 20/2014, du 29 décembre, de modification de la loi 22/2010, du 20 juillet, sur le Code de la consommation de Catalogne, pour l'amélioration de la protection des consommateurs en matière de crédits et prêts hypothécaires, de vulnérabilité économique et de relations commerciales, réforme le Code de la consommation de Catalogne (ca). Elle comprend des mesures de protection des consommateurs en matière de crédit hypothécaire, des mesures générales visant à renforcer les droits des consommateurs, et des mesures de lutte contre la précarité énergétique.

### Crédits et prêts hypothécaires
En matière de crédit hypothécaire, les articles 5, 20 et 22 visent à renforcer l'information des consommateurs. Le contenu de la publicité pour les crédits hypothécaires est réglementé pour une plus grande transparence, notamment sur les prix. Les banques doivent informer les consommateurs, avant la signature du contrat, des risques qu'ils encourent en cas d'impayés, et évaluer leur solvabilité. Les notaires ont également l'obligation de fournir une information appropriée et compréhensible à leurs clients sur leurs droits et leurs obligations. Certains produits financiers à risque, comme les actions de priorité, sont soumis à des règles plus contraignantes,.
Les articles 7 à 10 rendent obligatoire le recours à la médiation et à l'arbitrage en cas de litige en matière de crédit hypothécaire, avant de saisir les tribunaux. La dation en paiement est mentionnée comme voie de résolution des conflits,.
L'article 13 rend illégaux les intérêts de retard supérieurs à trois fois le taux d'intérêt légal, ainsi que les prêts à taux variables qui fixent une limite abusive à la baisse des taux d'intérêt,.

### Droits des consommateurs
En matière de droits des consommateurs, l'article 2 étend la protection des consommateurs aux travailleurs indépendants et aux micro-entreprises, dans leurs relations avec les fournisseurs de services de base et de services continus, comme l'eau, l'énergie, les télécommunications et les assurances,.
L'article 6 transforme le Registre des services publics de la consommation en Répertoire des services publics de la consommation.
Les articles 4, 11, 12, 14, 16 et 18 renforcent les droits à l'information et à la protection des consommateurs. Ainsi, les autorités publiques peuvent requérir la cessation des pratiques abusives ou déloyales, et sanctionner leurs auteurs. Les fournisseurs de services de base ont l'obligation de mentionner sur toutes leurs factures un numéro de téléphone gratuit du service client,.
La disposition finale première crée une taxe de 50 euros pour chaque réclamation ayant donné lieu à une enquête de l'Agència Catalana del Consum, pour les fournisseurs qui reçoivent plus de 100 réclamations par an,.

### Précarité énergétique
En matière de lutte contre la précarité énergétique, l'article 3 définit celle-ci comme « l'incapacité d'un ménage à se procurer des services énergétiques minimaux, et ainsi à couvrir ses besoins de base, qui tiennent compte des facteurs personnels, géographiques et matériels qui y concourent »,.
Il définit les « personnes en situation de vulnérabilité économique » comme celles répondant à trois critères, :
- disposer de revenus inférieurs à 1,5 fois l'indicateur de revenu suffisant (IRSC), éventuellement majoré en fonction de la composition du foyer ;
- être dans l'impossibilité de réduire davantage leur consommation d'énergie ;
- bénéficier de la tarification sociale de l'énergie.

L'article 17 crée un mécanisme de protection des personnes en situation de vulnérabilité économique contre les coupures d'eau, d'électricité et de gaz en cas d'impayés. Les ménages menacés d'interruption du service doivent solliciter un avis des services sociaux municipaux pour que leur situation de précarité énergétique soit reconnue. Les fournisseurs ont alors l'obligation de maintenir le service, particulièrement pendant les mois d'hiver, et les factures impayées peuvent être reportées,.
La disposition additionnelle première crée un Fonds de solidarité pour les fournitures de base, financé par les fournisseurs et des administrations publiques, pour prendre en charge les factures des personnes les plus vulnérables,.

## Application
La loi de modification du Code de la consommation entre en vigueur trois mois après sa publication, soit le 31 mars 2015, à l'exception des dispositions concernant la précarité énergétique, qui entrent en vigueur le lendemain de sa publication, soit le 1er janvier 2015.

### Précarité énergétique
L'interdiction des coupures d'eau, d'électricité et de gaz aux personnes vulnérables s'applique à partir du 1er janvier 2015. Elle remplace un dispositif similaire créé par le décret-loi sur la précarité énergétique de décembre 2013, qui était considéré comme un échec, car très peu de personnes avaient pu en bénéficier. Le nouveau dispositif s'applique à 4 135 foyers au cours des premiers mois de 2015, un nombre nettement supérieur à celui de l'année précédente.
En revanche, la création du Fonds de solidarité pour les fournitures de base prend du retard. Le décret d'application préparé par le gouvernement n'est pas adopté, en raison des incertitudes sur la participation des fournisseurs à son financement, et des risques d'annulation de la loi par le Tribunal constitutionnel,. En contrepartie, le gouvernement met en place en août 2015 un mécanisme d'aide d'urgence aux foyers en difficulté pour payer leurs factures d'énergie, doté de 5 millions d'euros pour l'année 2015.
Au total, 32 914 foyers bénéficient des mesures de lutte contre la précarité énergétique introduites par la loi de modification du Code de la consommation en 2015 : 3770 reçoivent d'une aide financière, et 29 144 bénéficient du maintien de leur fourniture d'énergie. Cependant, seul 22 % du montant des aides prévues a été distribué, soit 1,1 million d'euros. L'étendue réelle des besoins n'est pas connue, car le nombre de personnes souffrant de la précarité énergétique est difficile à estimer. Le gouvernement reconnaît néanmoins que les bénéficiaires potentiels ne sont pas suffisamment informés de l'existence du dispositif d'aide.
Parallèlement, les entités du secteur social proposent une initiative populaire pour réclamer une plus grande protection contre les expulsions et la précarité énergétique. Cette proposition aboutit à l'adoption de la loi de mesures urgentes sur le logement et la précarité énergétique du 29 juillet 2015.
En mai 2016, la levée partielle de la suspension du Tribunal constitutionnel permet au nouveau gouvernement de Carles Puigdemont de reprendre le projet de décret de création du Fonds de solidarité pour les fournitures de base.

## Recours devant le Tribunal constitutionnel

### Recours et suspension
Le 25 septembre 2015, le gouvernement espagnol décide d'exercer un recours contre six articles et une disposition additionnelle de la loi de modification du Code de la consommation devant le Tribunal constitutionnel, au motif qu'ils empiètent sur les compétences de l'État et qu'ils n'ont pas été approuvés par celui-ci.
Le 6 octobre 2015, le Tribunal constitutionnel déclare le recours recevable et suspend les articles incriminés. Il s'agit de :
- l'article 3, qui définit la précarité énergétique et les personnes en situation de vulnérabilité économique ;
- l'article 8, qui rend la médiation obligatoire pour les litiges en matière de crédit hypothécaire ;
- l'article 13, qui rend illégaux les intérêts de retard supérieurs à trois fois le taux d'intérêt légal, ainsi que les prêts à taux variables qui fixent une limite abusive à la baisse des taux d'intérêt ;
- l'article 17, qui prévoit la garantie du maintien de la fourniture d'énergie aux personnes souffrant de précarité énergétique ;
- l'article 18.2, qui précise les modalités de ce dispositif ;
- l'article 20, qui réglemente la publicité pour les crédits hypothécaires et les obligations d'information des consommateurs par les établissements financiers ;
- la disposition additionnelle première, qui crée le Fonds de solidarité pour les fournitures de base.

La suspension intervient dans un contexte de multiplication des recours du gouvernement espagnol contre les lois catalanes, notamment en matière sociale. Elle fait suite à la suspension du décret-loi sur la précarité énergétique de 2013, qui prévoyait un dispositif similaire à celui de l'article 17 de la loi. Surtout, elle fait craindre que d'autres textes récents ne subissent le même sort, notamment la loi sur l'impôt sur les logements vides et la loi de mesures urgentes sur le logement et la précarité énergétique de 2015, qui visent à protéger les citoyens des abus des établissements financiers et de la précarité énergétique,.

### Levée partielle de la suspension
Le 12 avril 2016, le Tribunal constitutionnel lève partiellement la suspension de la loi de modification du Code de la consommation. Trois dispositions de la loi demeurent suspendues : une partie de l'article 17 et l'article 18.2, qui prévoient le maintien de la fourniture d'énergie aux personnes vulnérables, et une partie de l'article 20, qui interdit aux banques de consentir des crédits hypothécaires aux personnes insolvables. Les articles 3, 8, 13, les autres dispositions des articles 17 et 20, et la disposition additionnelle première redeviennent en revanche applicables, ce qui rend notamment possible la création du Fonds de solidarité pour les fournitures de base.
Cette décision intervient quelques jours après l'annulation du décret-loi sur la précarité énergétique de 2013, et quelques semaines avant la suspension de la loi sur l'impôt sur les logements vides et d'une partie de la loi de mesures urgentes sur le logement et la précarité énergétique de 2015,.